# 昕水镇
昕水镇，是中华人民共和国山西省临汾市大宁县下辖的一个乡镇级行政单位。

## 行政区划
昕水镇下辖以下地区：
东关村、南关村、西关村、小冯村、罗曲村、秀岩村、坡角村、史家坪村、石城村、葛口村、吉亭村、古乡村、安古村、当支村、白杜村、而吉村、麦留村和杜村。